# Artéria infraorbital
A artéria infraorbital AO 1990 é uma artéria derivada do terceiro seguimento da Artéria Maxilar, esse proveniente da Artéria Carótida Externa. Adentra a órbita ocular através da Fissura Orbital Inferior e corre pelo canal infraorbital.